# مقاطعة بانيكانج
بانيكانج هي مقاطعة في غرب النيل، جنوب السودان. سابقًا كانت جزء من ولاية أعالي النيل.